# Hell Yes
Hell Yes är en låt av Beck. Låten släpptes som singel och återfinns på albumet Guero, utgivet den 29 mars 2005. 
Beck har spelat låten live över 150 gånger.